# Rhynchonereella moebii
Rhynchonereella moebii är en ringmaskart som först beskrevs av Carl Apstein 1893.  Rhynchonereella moebii ingår i släktet Rhynchonereella och familjen Alciopidae. Arten har ej påträffats i Sverige. Inga underarter finns listade i Catalogue of Life.